# Michael Kernbach
Michael Kernbach (* 3. November 1965 in Trier) ist ein deutscher Musiker, Autor, Komponist und Manager.

## Leben
1991 war Michael Kernbach als Bassist und Textautor unter dem Künstlernamen Hoppla! B. Benito Gründungsmitglied von Guildo Horn & Die orthopädischen Strümpfe. Als Songtexter schrieb er für diese Formation zahlreiche ironische deutsche Texte auf internationale Erfolgssongs, etwa „Ich find Schlager toll“ (auf „I love Rock ’n’ Roll“ von Joan Jett), „Das schönste Lied kennt Guildo Horn“ (auf „Up where we belong“ von Joe Cocker & Jennifer Warnes) oder „Ich mag Steffi Graf“ (auf „How deep is your love“ von den Bee Gees), mit dem die Band einen dritten Platz bei der ZDF-Hitparade belegte. Mit Guildo Horn trat Kernbach sowohl 1996 bei Rock am Ring als auch 1998 beim Eurovision Song Contest in Birmingham auf.
1998 verließ Michael Kernbach die Gruppe und schrieb von 1999 bis 2005 als freier Autor insbesondere für die Radio-Comedy-Show Die Gerd Show von Peter Burtz und Elmar Brandt mehrere hundert Radio-Comedies und auch zahlreiche Songtexte, mit denen das Comedyformat mehrfach in die Top 20 der deutschen Verkaufscharts vorstoßen konnte. Am bekanntesten ist hier der Steuersong (Ketchup-Song), der 2002 und 2003 18 Wochen lang Nummer 1 der Media-Control-Charts war.
Kernbach arbeitete in dieser Zeit außerdem als Autor für bekannte Künstler wie Werner, Klostertaler oder Michael Holm, dessen Comeback er als Autor, Produzent und Manager begleitete. 2007 veröffentlichte Kernbach zusammen mit den Musikern Luci van Org, Michael Brettner und Michael Schmidt-Salomon unter dem Projektnamen Üebermutter ein Metallalbum.
Seit 2005 schreibt Kernbach für verschiedene Verlage Bücher im Segment Satire, Comedy, Geschenkbuch und leitet zusammen mit seiner Frau, der Sängerin und Autorin Anke Beuth, die Popfarm, eine Schule für Rock- und Popmusik in Bonn.